# Герцегань
Херцегань, Херцегані (рум. Hărțăgani) — село у повіті Хунедоара в Румунії. Входить до складу комуни Бейца.

## Населення
За даними перепису населення 2002 року у селі проживали 946 осіб, з них 945 осіб (99,9 %) румунів. Рідною мовою 945 осіб (99,9 %) назвали румунську.